# Hits! 1980-97
Hits! 1980-97 är ett samlingsalbum utgivet 1997 av MNW och Svenska EMI med Py Bäckman, Dan Hylander och Raj Montana Band.

## Låtförteckning
| Nr  | Titel                                  | Låtskrivare               | Längd |
| --- | -------------------------------------- | ------------------------- | ----- |
| 1.  | "Ett brinnande hjärta (ge aldrig upp)" | Dan Hylander              | 3:15  |
| 2.  | "Pandoras ask"                         | Py Bäckman                | 3:33  |
| 3.  | "Skuggor i skymningen"                 | Dan Hylander              | 3:36  |
| 4.  | "Jag lever"                            | Py Bäckman                | 3:04  |
| 5.  | "Svart kaffe"                          | Dan Hylander              | 3:22  |
| 6.  | "Flyg iväg"                            | Py Bäckman                | 3:44  |
| 7.  | "Farväl till Katalonien"               | Dan Hylander              | 4:28  |
| 8.  | "Kristall"                             | Py Bäckman                | 4:11  |
| 9.  | "Solregn"                              | Dan Hylander              | 2:47  |
| 10. | "Jag behöver dig"                      | Tove Naess, Hasse Olsson) | 4:05  |
| 11. | "Segla på ett moln"                    | Per Gessle                | 5:48  |
| 12. | "Hon har en man"                       | Dan Hylander              | 3:59  |
| 13. | "Änglarna ropar i mörkret"             | Py Bäckman                | 4:44  |
| 14. | "21/3"                                 | Dan Hylander              | 3:30  |
| 15. | "Till en vän?"                         | Py Bäckman                | 4:30  |
| 16. | "Höst"                                 | Dan Hylander              | 4:12  |
| 17. | "Con-Cordelia"                         | Py Bäckman                | 3:58  |
| 18. | "Vykort, vykort"                       | Dan Hylander              | 3:52  |
| 19. | "Sista föreställningen"                | Py Bäckman                | 6:18  |

## Listplaceringar
| Lista (1997) | Topplacering |
| ------------ | ------------ |
| Sverige      | 15           |